# Castiglion Fosco
Castiglion Fosco è una frazione del comune di Piegaro (PG).
Il paese è collocato sulla sommità di un piccolo colle, all'altezza di 350 m s.l.m., lungo la strada che conduce da Tavernelle a Collebaldo. Il paese è abitato da 154 residenti.

## Storia
Il nome del paese deriva da quello di un certo soldato Fuscus o Fuscius, che ricevette in dono il borgo dall'imperatore Ottone II, quale ricompensa per aver partecipato alla sfortunata spedizione contro i saraceni di Abul Kasem a Stilo, in Calabria. I suoi successori costruirono in quel luogo un castello, che da allora venne identificato come Castrum Filiorum Fusci.
Nel 1258 i signori Fusci risultano essere assoggettati a Perugia, che può nominare un procuratore nel paese. Intorno al 1282, il numero di abitanti era superiore alle 500 unità.
Nel 1388, i soldati bretoni dell'antipapa Clemente VII assediarono il paese, ma dovettero desistere di fronte all'inespugnabilità delle mura e lo abbandonarono dopo aver subito ed inflitto numerose perdite.
Nel 1428 fu la sede del terzo capitanato di contado perugino, presieduto dal magistrato Carlo di Jacopo Bani, i cui eredi lo abitarono per i successivi 150 anni.
Nel 1467 venne ricostruito l'ospedale, e fu assegnato alla confraternita di Santa Maria per le loro opere di carità. A partire dal 1511 venne autorizzata la ricostruzione delle mura, e un tale Aurelio Foschi fu nominato controllore delle rocche e dei castelli del contado perugino.
Nel 1540, subì l'assalto dell'esercito del figlio del papa Pier Luigi Farnese, durante la "Guerra del sale" tra Perugia e Paolo III. A causa dei gravi danni inflitti e per via della donazione di una certa somma al papa, il paese venne esonerato dal pagamento delle gabelle; solo alla fine del Seicento, dopo aspre contese e liti giudiziarie, i castiglionesi furono obbligati a riversare le loro imposte nelle casse perugine.
Durante la ricostituzione dello Stato Pontificio, nel 1817, assieme ai centri viciniori di Oro e Collebaldo, fu aggregato alla città di Piegaro.

## Economia e manifestazioni
I dintorni sono caratterizzati da un buon sviluppo agricolo e agrituristico.
Nella prima settimana di agosto vi si svolge la Festa della Torre e la Sagra dei fagioli.

## Monumenti e luoghi d'interesse

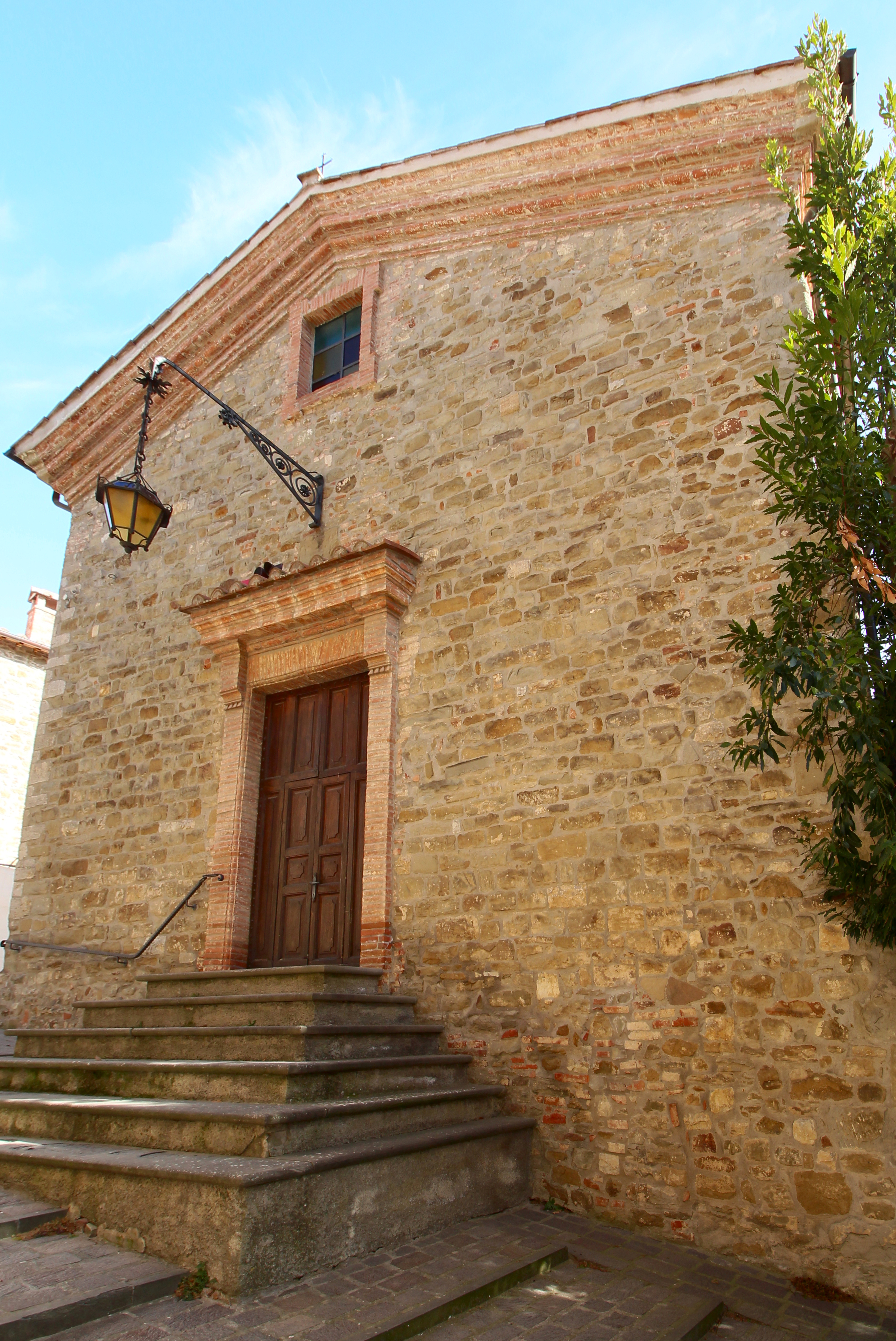
Chiesa di Santa Croce

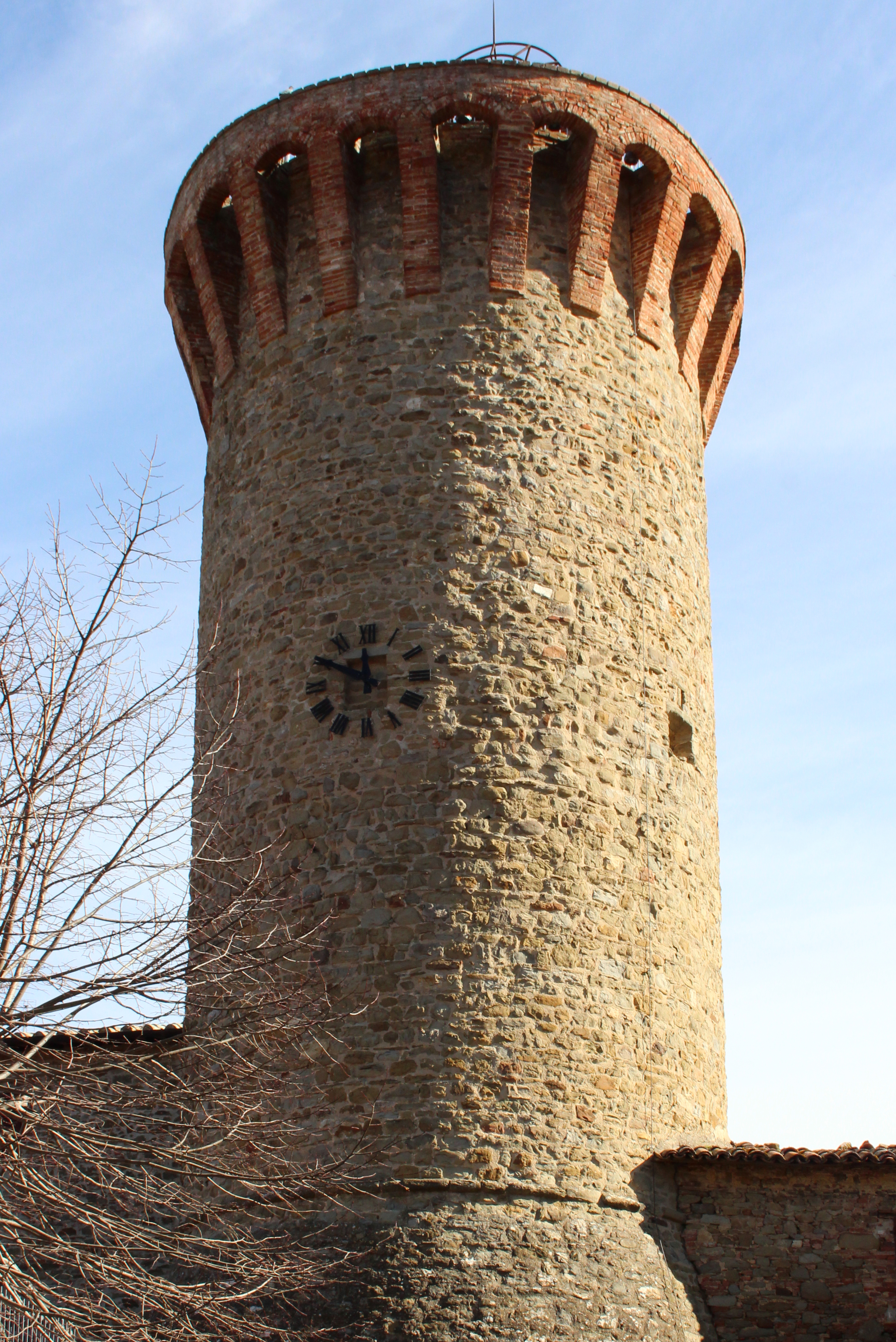
Torre cilindrica

### Architetture religiose
- Chiesa di Santa Croce. Situata al centro del castello, fu costruita tra la fine del secolo XII e l'inizio del XIII. Infatti una delle più antiche memorie riguardanti Castiglion Fosco e risalente al 1304, riferisce non solo della sua esistenza, ma fornisce anche il nome del parroco pro tempore, Nicola di Madonna Chiara. Inizialmente la Chiesa dipese dall'Abbazia di S. Benedetto di Pietrafitta e fino al 1559 il parroco fu nominato dall'Abate della medesima; dopo tale data dal vescovo. L'edificio subì diverse trasformazioni e restauri, l'ultimo dei quali, nel 1823, gli conferì l'attuale struttura. L'architettura è semplice. Vi sono esposte però alcune opere d'arte che meritano di essere osservate. La prima, posta nell'abside dietro l'altare e risalente all'inizio del secolo XIV, raffigura Cristo in Croce con ai lati San Francesco, Santa Chiara e altri due santi non identificati. La testa del Cristo è di squisita fattura e tale da reggere il confronto con altra del secolo precedente. L'opera fu commissionata da Aurelio Foschi, ritratto in basso, a sinistra, sotto Santa Chiara, il cui piede poggia sopra la spalla di lui. Ai lati della stessa, Sant'Agostino e Santa Lucia. Alla sinistra di chi entra in chiesa, sopra l'altro altare, la Madonna del Rosario. Girano intorno al quadro quindici formelle ottagonali, raffiguranti i misteri gaudiosi, dolorosi  e gloriosi. La tela è di buona fattura ma priva, come le altre, del nome dell'autore. Sopra l'altare di destra, un magnifico e venerato crocifisso ligneo del 1700. In fondo alla chiesa, nella navata di sinistra, si può venerare la statua lignea della Madonna con il Bambino di San Giovanni (detta anche Madonna del Sorriso) in legno policromo (alta 110 cm), di stile bizantino, risalente alla fine del XIV secolo. Era stata rubata nella notte tra il 10 e l'11 marzo 1981 dalla chiesa parrocchiale, ritrovata poi nel 2006. In fondo a destra della navata centrale, durante i lavori di ristrutturazione nell'estate 2009, è venuto alla luce un bellissimo affresco, raffigurante una Madonna con Bambino, di sicuro interesse storico-artistico, risalente al ‘500 completamente restaurato.
- Chiesa di San Giovanni, fatta costruire dall'Università di Perugia nel 1545, lungo la strada che porta a Greppolischieto. Il convento, costruito accanto, venne assegnato nel 1565 ai frati minori conventuali di san Francesco, e finì per essere soppresso nel 1640. Le tele, conservate originariamente all'interno, sono state trafugate dopo svariate peripezie. Una statua lignea trecentesca raffigurante la Madonna col Bambino, invece, dopo essere stata rubata nel 1980, è stata ritrovata a fine 2006 dai carabinieri in un museo privato sul lago di Garda .

### Architetture militari
- Torre cilindrica (1500), con base a scarpa, eretta da Tommaso di Francesco e ristrutturata nel 1990. Alta 25 m, al suo interno conserva un meccanismo d'orologio a pesi risalente al XIX secolo.
- Castello, di cui restano gran parte delle mura, le torri quadrangolari ed un arco.

## Sport
- Campo di calcetto.
- Campo da tennis.